# Дебрь (Калузька область)
Дебрь (рос. Дебрь) — село в Ульяновському районі Калузької області Російської Федерації.
Населення становить 62 особи. Входить до складу муніципального утворення Село Ульяново.

## Історія
Від 2004 року входить до складу муніципального утворення Село Ульяново

## Населення
| 2002 | 2010 |
| ---- | ---- |
| 71   | ↘62  |